# Hrabstwo Payne

Piramida wieku mieszkańców hrabstwa Payne

Payne – hrabstwo w stanie Oklahoma w USA. Założone 1907 roku. Populacja liczy 77 350 mieszkańców (stan według spisu z 2010 roku).
Powierzchnia hrabstwa to 1805 km² (w tym 28 km² stanowią wody). Gęstość zaludnienia wynosi 42,85 osoby/km².
Nazwa hrabstwa pochodzi od nazwiska Davida L. Payne’a zwanego Ojcem Oklahomy.

## Miasta
- Cushing
- Glencoe
- Perkins
- Ripley
- Stillwater
- Yale